# Pupping
Pupping là một đô thị ở huyện Eferding bang Oberösterreich, nước Áo. Đô thị này có diện tích 13,2 km², dân số thời điểm ngày 31 tháng 12 năm 2005 là 1918 người. St. Wolfgang của Regensburg đã qua đời ở đây tại nhà thờ St. Othmar lúc trên đường đi Hungary.